# Thomas Rodríguez
Thomas Rodríguez (Santiago del Cile, 5 aprile 1996) è un calciatore cileno, centrocampista del Burgos.

## Biografia
È figlio del calciatore nazionale argentino Leonardo Rodríguez.

## Carriera
Esordisce in Primera División con la maglia del Banfield nel 2015, ottenendo l'ottavo posto finale. Rimane con il club di Banfield sino al 2017, anno in cui viene ingaggiato dal Genoa.
Esordisce il 30 novembre 2017 con il Genoa nell'incontro valido per il quarto turno della Coppa Italia 2017-2018 contro il Crotone, vinto per 1-0.
A fine gennaio 2018 passa in prestito durante la sessione invernale di mercato al Vitória Setúbal. Con la squadra portoghese non raccoglie neanche una presenza.
Il 9 agosto 2018 si trasferisce, sempre in prestito, all'Unión La Calera, che lo acquisisce definitivamente nell'agosto dell'anno seguente.